# Милорад Арсеньєвич
Милорад Арсеньєвич (серб. Милорад Арсенијевић / Milorad Arsenijević; 6 червня 1906, Смедереве — 18 березня 1987, Белград) — югославський футболіст і тренер. Чотириразовий чемпіон Югославії.
За національну збірну провів 52 матчі, півфіналіст Чемпіонату світу 1930. Пізніше був тренером збірної Югославії.

## Клубна кар'єра
На дорослому рівні розпочинав ігрову кар'єру в клубі Мачва (Шабац).
В 1926 році приєднався до команди БСК. У 1927, 1929 і 1930 роках ставав з командою переможцем чемпіоном Белграда. Найсильніші команди регіональних ліг отримували змогу позмагатись за звання чемпіона Югославії. Наприкінці 20-х років БСК стабільно боровся за нагороди чемпіонату, завдяки чому Арсеньевич двічі здобував срібло у 1927 і 1929 роках, а також бронзу у 1928 році.
У 1927 і 1928 роках брав участь у складі своєї команди в матчах Кубку Мітропи, престижного турніру для провідних команд Центральної Європи. Обидва рази белградський клуб вибував на першій стадії змагань, поступаючись угорським командам «Хунгарія» (2:4, 0:4) і «Ференцварош» (0:7, 1:6) відповідно. Арсеньевич брав участь в усіх чотирьох матчах своєї команди.
Свою першу перемогу у національному чемпіонаті БСК із Милорадом у складі здобув у першості 1931 року. Перемога вийшла дуже впевненою, адже столичний клуб виграв усі 10 матчів турніру, випередивши найближчого переслідувача загребську «Конкордію» на 9 очок. Арсеньєвич був одним з лідерів тієї команди разом з такими футболістами як Александар Тирнанич, Благоє Мар'янович, Джордже Вуядинович, Любиша Джорджевич.
Також здобував титули чемпіона Югославії у 1933, 1935 і 1936 роках.

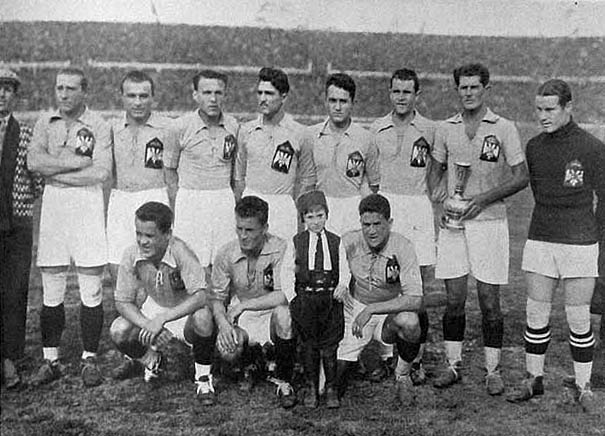
Збірна Югославії під час ЧС-1930 в Уругваї
Стоять: Михайлович, Стефанович, Джокич, Вуядинович, Арсеньєвич, Секулич, Івкович,
Якшич. Сидять: Тирнанич, Мар'янович, Бек

## Виступи за збірну
1927 року дебютував в офіційних матчах у складі національної збірної Югославії у грі проти Угорщини (0:2). Загалом зіграв за збірну 52 матчі, неодноразово був капітаном команди.
Учасник Олімпійських ігор 1928 року в Амстердамі, де югославська збірна в першому раунді поступилась Португалії (1:2).
У 1930 році став учасником першого розіграшу чемпіонату світу. Югославія стала однією з небагатьох європейських збірних, що погодились поїхати до далекого Уругваю, до того ж команда відправилась у не найсильнішому складі, адже через конфлікт у федерації збірну представляли лише сербські футболісти. Незважаючи на це, югославська команда виступила найвдаліше з європейців, створивши найбільшу сенсацію змагань: на груповій стадії перемогла збірну Бразилії (2:1). Здолавши у другому матчі Болівію (4:0), югослави потрапили до півфіналу, де поступились майбутньому чемпіонові збірній Уругваю з рахунком 1:6.
Також у складі збірної був переможцем Балканського кубку 1935 року. Змагання проводились у Софії. У перших матчах команда впевнено здолала Румунію (2:0) і Грецію (6:1). У останній вирішальній грі проти господарів болгарів Югославія зіграла внічию 3:3 і випередила суперника у підсумковій таблиці завдяки кращій різниці м'ячів.
Також виступав у складі збірної Белграда. Зокрема, у 1927 році став переможцем Кубка Югославської федерації, турніру для збірних найбільших міст Югославії. Роком раніше був фіналістом цих змагань.

### Статистика виступів за збірну
| Дата       | Місто        | Господарі      | Результат | Гості          | Турнір                  | Голи | Примітки        |
| ---------- | ------------ | -------------- | --------- | -------------- | ----------------------- | ---- | --------------- |
| 10.04.1927 | Будапешт     | Угорщина       | 3 – 0     | Югославія      | товариський матч        | -    |                 |
| 10.05.1927 | Бухарест     | Румунія        | 0 – 3     | Югославія      | Кубок короля Олександра | -    |                 |
| 15.05.1927 | Софія        | Болгарія       | 0 – 2     | Югославія      | товариський матч        | -    |                 |
| 31.07.1927 | Белград      | Югославія      | 1 – 1     | Чехословаччина | товариський матч        | -    |                 |
| 28.10.1927 | Прага        | Чехословаччина | 5 – 3     | Югославія      | товариський матч        | -    |                 |
| 08.04.1928 | Загреб       | Югославія      | 2 – 1     | Туреччина      | товариський матч        | -    |                 |
| 06.05.1928 | Белград      | Югославія      | 3 – 1     | Румунія        | Кубок короля Олександра | -    |                 |
| 29.05.1928 | Амстердам    | Югославія      | 1 – 2     | Португалія     | Олімпійські ігри – 1/8  | -    |                 |
| 28.10.1928 | Прага        | Чехословаччина | 7 – 1     | Югославія      | товариський матч        | -    |                 |
| 10.05.1929 | Бухарест     | Румунія        | 2 – 3     | Югославія      | Кубок короля Олександра | -    |                 |
| 19.05.1929 | Коломбо      | Франція        | 1 – 3     | Югославія      | товариський матч        | -    |                 |
| 28.06.1929 | Загреб       | Югославія      | 3 – 3     | Чехословаччина | товариський матч        | -    |                 |
| 06.10.1929 | Бухарест     | Румунія        | 2 – 1     | Югославія      | Балканський кубок       | -    |                 |
| 28.10.1929 | Прага        | Чехословаччина | 4 – 3     | Югославія      | товариський матч        | -    |                 |
| 13.04.1930 | Белград      | Югославія      | 6 – 1     | Болгарія       | товариський матч        | -    |                 |
| 04.05.1930 | Белград      | Югославія      | 2 – 1     | Румунія        | Кубок короля Олександра | -    |                 |
| 14.07.1930 | Монтевідео   | Бразилія       | 1 – 2     | Югославія      | Чемпіонат світу – група | -    |                 |
| 17.07.1930 | Монтевідео   | Болівія        | 0 – 4     | Югославія      | Чемпіонат світу – група | -    |                 |
| 27.07.1930 | Монтевідео   | Уругвай        | 6 – 1     | Югославія      | Чемпіонат світу – 1/2   | -    |                 |
| 03.08.1930 | Буенос-Айрес | Аргентина      | 3 – 1     | Югославія      | товариський матч        | -    |                 |
| 16.11.1930 | Софія        | Болгарія       | 0 – 3     | Югославія      | Балканський кубок       | -    | Капітан команди |
| 19.04.1931 | Белград      | Югославія      | 1 – 0     | Болгарія       | Балканський кубок       | -    |                 |
| 21.05.1931 | Белград      | Югославія      | 3 – 2     | Угорщина       | товариський матч        | -    |                 |
| 28.06.1931 | Загреб       | Югославія      | 2 – 4     | Румунія        | Балканський кубок       | -    | Капітан команди |
| 25.10.1931 | Познань      | Польща         | 6 – 3     | Югославія      | товариський матч        | -    |                 |
| 24.04.1932 | Ов'єдо       | Іспанія        | 2 – 1     | Югославія      | товариський матч        | -    | Капітан команди |
| 03.05.1932 | Лісабон      | Португалія     | 3 – 2     | Югославія      | товариський матч        | -    | Капітан команди |
| 05.06.1932 | Белград      | Югославія      | 2 – 1     | Франція        | товариський матч        | -    |                 |
| 26.06.1932 | Белград      | Югославія      | 7 – 1     | Греція         | Балканський кубок       | -    |                 |
| 30.06.1932 | Белград      | Югославія      | 2 – 3     | Болгарія       | Балканський кубок       | -    |                 |
| 03.07.1932 | Белград      | Югославія      | 3 – 1     | Румунія        | Балканський кубок       | -    |                 |
| 09.10.1932 | Прага        | Чехословаччина | 2 – 1     | Югославія      | товариський матч        | -    |                 |
| 30.04.1933 | Белград      | Югославія      | 1 – 1     | Іспанія        | товариський матч        | -    |                 |
| 07.05.1933 | Цюрих        | Швейцарія      | 4 – 1     | Югославія      | товариський матч        | -    | Капітан команди |
| 06.08.1933 | Загреб       | Югославія      | 2 – 1     | Чехословаччина | товариський матч        | -    |                 |
| 10.09.1933 | Варшава      | Польща         | 4 – 3     | Югославія      | товариський матч        | -    |                 |
| 24.09.1933 | Белград      | Югославія      | 2 – 2     | Швейцарія      | Відбір до ЧС 1934       | -    |                 |
| 18.03.1934 | Софія        | Болгарія       | 1 – 2     | Югославія      | товариський матч        | -    |                 |
| 01.04.1934 | Белград      | Югославія      | 2 – 3     | Болгарія       | товариський матч        | -    |                 |
| 29.04.1934 | Бухарест     | Румунія        | 2 – 1     | Югославія      | Відбір до ЧС 1934       | -    |                 |
| 03.06.1934 | Белград      | Югославія      | 8 – 4     | Бразилія       | товариський матч        | -    |                 |
| 26.08.1934 | Белград      | Югославія      | 4 – 1     | Польща         | товариський матч        | -    |                 |
| 02.09.1934 | Прага        | Чехословаччина | 3 – 1     | Югославія      | товариський матч        | -    |                 |
| 17.06.1935 | Софія        | Румунія        | 0 – 2     | Югославія      | Балканський кубок       | -    | Капітан команди |
| 21.06.1935 | Софія        | Греція         | 1 – 6     | Югославія      | Балканський кубок       | -    |                 |
| 24.06.1935 | Софія        | Болгарія       | 3 – 3     | Югославія      | Балканський кубок       | -    | Капітан команди |
| 18.08.1935 | Катовиці     | Польща         | 2 – 3     | Югославія      | товариський матч        | -    |                 |
| 06.09.1935 | Белград      | Югославія      | 0 – 0     | Чехословаччина | товариський матч        | -    | Капітан команди |
| 10.05.1936 | Бухарест     | Румунія        | 3 – 2     | Югославія      | Кубок короля Кароя      | -    | Капітан команди |
| 12.07.1936 | Стамбул      | Туреччина      | 3 – 3     | Югославія      | товариський матч        | -    | Капітан команди |
| 06.09.1936 | Белград      | Югославія      | 9 – 3     | Польща         | товариський матч        | -    | Капітан команди |
| 13.12.1936 | Париж        | Франція        | 1 – 0     | Югославія      | товариський матч        | -    |                 |
| Усього     |              | Матчів         | 52        |                | Голів                   | 0    |                 |

## Кар'єра тренера
У 1946—1954 роках працював у національній збірній Югославії. Входив до складу тренерської комісії на Олімпійських іграх 1948 і 1952 років. В обох випадках Югославія виборювала срібні медалі Олімпіади.

## Трофеї і досягнення
як гравця
- Чемпіон Югославії: 1930-31, 1932-33, 1934-35 і 1935-36
- Срібний призер чемпіонату Югославії: 1927, 1929
- Чемпіон футбольної асоціації Белграда: 1927, 1929, 1930
- Півфіналіст чемпіонату світу: 1930
- Переможець Балканського кубку: 1935
- Срібний призер Балканського кубку: 1929-31, 1932
- Переможець Кубка короля Олександра: 1927
- Срібний призер Кубка короля Олександра: 1926

як тренера
- Срібний олімпійський призер: 1948, 1952